# Johnny Chan
Johnny Chan (Guangzhou, 1957) is een in China geboren, in 1968 naar de Verenigde Staten geëmigreerde professionele pokerspeler. Hij won op de World Series of Poker (WSOP) van 2005 als eerste speler in de geschiedenis voor de tiende keer een WSOP-toernooi. Twee van die titels kwamen voort uit zeges in het Main Event van zowel de WSOP 1987 als de WSOP 1988. Op de WSOP 1989 voorkwam Phil Hellmuth dat Chan drie keer achter elkaar het Main Event won en werd Chan tweede.
Chan werd in 2002 opgenomen in de Poker Hall of Fame. Hij won tot en met juni 2014 meer dan $8.600.000,- met pokertoernooien (cashgames niet meegerekend).

## Wapenfeiten
Chan verscheen op de radar in de professionele pokerwereld toen hij in januari 1982 het $10.000 No Limit Hold'em-toernooi van de America's Cup Of Poker in Las Vegas won. Vervolgens won hij tot en met 1989 ieder jaar minimaal één groot professioneel pokertoernooi. Chans 'score' was in 2011 opgelopen tot meer dan veertig toernooizeges in totaal. Die haalde hij niet alleen in Texas Hold 'em, maar ook in de pokervarianten Omaha, 2-7 Draw en 7 Card Stud.

### World Series of Poker
De World Series of Poker van 1983 waren de eerste waarop Chan een geldprijs pakte. Hij werd toen vierde met $2.500 Match Play. Het was een begin van een serie die op de World Series of Poker 2011 belandde op Chans 45e cash in een WSOP-toernooi. Tien daarvan won hij door het daadwerkelijk op zijn naam schrijven van WSOP-titels. Hij was in 2005 de eerste speler ooit met dat aantal zeges op de World Series of Poker, één week voordat Doyle Brunson hem evenaarde (zie ook: Meervoudig WSOP-winnaars). Phil Hellmuth won op de World Series of Poker 2006 zijn elfde WSOP-titel en snoepte daarmee Chan zijn inmiddels gedeelde record af.
Chan miste een aantal keer de kans om zijn aantal WSOP-titels nog groter te maken. Zo werd hij tweede in zowel:
- het Main Event van de World Series of Poker 1989 (achter Hellmuth)
- het $5.000 No Limit Deuce to Seven Draw-toernooi van de World Series of Poker 1995 (achter John Bonetti)
- het $1.500 Omaha Pot Limit-toernooi van de World Series of Poker 1998 (achter Donnacha O'Dea)
- het $3.000 Texas Hold'em (no limit)-toernooi van de World Series of Poker 2001 (achter Erik Seidel), als in
- het $1.500 No Limit Hold'em-toernooi van de World Series of Poker 2002 (achter Layne Flack)

Ook eindigde Chan meer dan eens een WSOP-toernooi als derde en als vierde.

### World Poker Tour
Het $15.000 No Limit Hold'em-toernooi van de Five-Diamond World Poker Classic in Las Vegas was op 14 december 2004 het eerste toernooi van de World Poker Tour (WPT) waarop Chan zich in het prijzengeld speelde. Zijn achtste plaats daarin was goed voor $87.125,-. Op het $10.000 No Limit Hold'em - Championship Event van de L.A. Poker Classic verdiende Chan zijn vijfde WPT-cash. Ditmaal kreeg hij $67.940,- voor een twaalfde plaats.

## World Series of Poker bracelets
| Jaar | Toernooi                                         | Prijs    |
| ---- | ------------------------------------------------ | -------- |
| 1985 | $1.000 Limit Hold'em                             | $171.000 |
| 1987 | $10.000 No Limit Hold'em World Championship      | $625.000 |
| 1988 | $10.000 No Limit Hold'em World Championship      | $700.000 |
| 1994 | $1.500 Seven Card Stud                           | $135.600 |
| 1997 | $5.000 Deuce to Seven Draw                       | $164.250 |
| 2000 | $1.500 Pot Limit Omaha                           | $178.800 |
| 2002 | $2.500 No Limit Hold'em Gold Bracelet Match Play | $34.000  |
| 2003 | $5.000 No Limit Hold'em                          | $224.400 |
| 2003 | $5.000 Pot Limit Omaha                           | $158.100 |
| 2005 | $2.500 Pot Limit Hold'em                         | $303.025 |

## Trivia
- Chan heeft een kleine rol als zichzelf in de film Rounders.